# ソウルの森
ソウルの森（ソウルのもり、韓: 서울숲（ソウルスッ）、英: Seoul Forest）は、大韓民国ソウル特別市城東区にある公園である。

## 概要
元々は競馬場やゴルフ場があったが、撤去され、撤去跡地に当公園を造った。当公園には約104種類、合計約42万本の木が植えられ、動物を放し飼いしていて環境の良い場所として知られている。

## 交通

### 鉄道
●ソウル交通公社2号線トゥクソム駅 徒歩10分
●KORAIL京義・中央線鷹峰駅 徒歩10分
●KORAIL盆唐線ソウルの森駅 徒歩5分

## 園内施設
- 文化芸術公園
- 生態の森
- 体験学習園
- 湿地生態園
- 漢江水辺公園